# Condrocito
Los condrocitos (del griego chondros, ‘cartílago’ + kytos, ‘célula’) son un tipo de célula que se encuentran en el cartílago. Se encargan de mantener la matriz cartilaginosa, a través de la producción de sus principales compuestos: colágeno y proteoglicanos. Los condrocitos conforman solo el 5% del tejido cartilaginoso, pero son esenciales para el mantenimiento de la matriz extracelular, la cual comprende el 95% de este tejido.

## Galería

Imagen tomada con un microscopio óptico en la que se observan condrocitos formando parte del cartílago hialino.